# Opération Wimpy
L'opération Wimpy (arabe : عملية الويمبي) était une attaque contre des soldats israéliens à Hamra, un quartier à l'ouest de la capitale libanaise Beyrouth, le 24 septembre 1982, pendant l'invasion israélienne du Liban de 1982. L'Opération Wimpy a une forte signification symbolique, car elle a marqué le début de la campagne contre les forces israéliennes à Beyrouth.

## L'attaque
Situé dans la rue Hamra, le Wimpy Café était un point de rassemblement établi pour l'intelligentsia cosmopolite de Beyrouth. Dans l'après-midi du 24 septembre 1982, Khaled Alwan, 19 ans, membre du Parti social nationaliste syrien (PSNS), marchait sur le trottoir. Atteignant le Wimpy Café, il a ouvert le feu sur les soldats israéliens à Wimpy. Il a tué un officier israélien avec son pistolet et a blessé deux soldats israéliens accompagnant l'officier (l'un blessé à la poitrine, l'autre au cou). Après la fusillade, Alwan rentra chez lui calmement. La légende populaire raconte qu'Alwan avait été contrarié de voir l'officier israélien insister pour payer sa facture à Wimpy avec des shekels.
Le Front national libanais de la résistance a revendiqué la responsabilité de l'opération.

## Conséquences
L’opération Wimpy a incité d’autres habitants de la ville à s’engager dans la résistance contre les troupes israéliennes. De tels actes se sont poursuivis jusqu'au retrait des troupes israéliennes de la capitale.

## Héritage
Le PSNS commémore chaque année l'opération Wimpy. En 2000, le site de l'attaque a été rebaptisé « Place Khaled Alwan » par la municipalité de Beyrouth, en l'honneur de ses contributions à la résistance. En 2003, Alwan, qui a été tué dans une embuscade en 1984, a reçu l'Ordre libanais du mérite à titre posthume. Écrivant sur les dimensions politiques des mémoriaux de la résistance, Franck Mermier note que des membres du Parti communiste libanais ont affirmé qu'Alwan avait été aidé dans l'opération Wimpy par deux personnes, un autre membre du PSNS et un membre du Parti communiste nommé Charbel Abboud. Selon Mermier, cette affirmation n’apparaît pas dans les récits officiels du PSNS concernant l’opération.
Dans Memory and Conflict in Lebanon, Craig Larkin soutient que « [l]a puissance mythique de cet acte » a permis un récit qui a contribué à submerger les souvenirs de la violence intra-libanaise pendant la guerre civile en faveur d'un « récit plus pressant de l'agression israélienne. et les violences".